# Коротеев, Михаил Фёдорович
Михаил Фёдорович Коротеев (1924, Рождественская Хава, Рождественско-Хавский район, Воронежская губерния, РСФСР, СССР — 1 марта 2002) — советский военный, государственный и политический деятель, генерал-майор танковых войск (19 февраля 1968).

## Биография
Родился в 1924 году в селе Рождественская Хава Рождественско-Хавского района (ныне Новоусманский район) Воронежской области. Член КПСС с 1941 года.
С 1941 года — на военной службе, общественной и политической работе.
Участник Великой Отечественной войны. Служил командиром взвода 2-го танкового батальона 244-й танковой бригады, награждён орденом Красной Звезды. Затем — командир 2-й роты 3-го танкового батальона 63-й гвардейской танковой Челябинской бригады, гвардии старший лейтенант, награждён орденом Отечественной войны I степени, орденом Александра Невского. Затем — командир батальона танков той же бригады, награждён орденом Красного Знамени.
Представлялся к званию Герою Советского Союза за то, что первым из командиров форсировал реку Одер, однако звание присвоено не было, Коротеев был награждён орденом Ленина. Помимо этого, Михаил Фёдорович Коротеев первым из советских командиров вошёл в захваченную нацистами Прагу.
После окончания войны продолжал службу в Советской Армии на высоких командных должностях. В 1956 году награждён орденом Красной Звезды. В 1965—1969 годах — командир 9-й бронетанковой дивизии под Пльзенем, участник вторжения в Чехословакию в 1968 г.. За службу в Чехословакии награждён орденами Красной Звезды (1968) и Красного Знамени (1969).
Почётный гражданин Праги (1965).
Делегат XXIV съезда КПСС (1971).
В честь 40-летия Победы награждён орденом Отечественной войны I степени.
Умер в 2002 году.